# Ave Ninchi
Ave Maria Ninchi, född 14 december 1915 i Ancona, Marche, död 10 november 1997 i Trieste, Friuli-Venezia Giulia, var en italiensk skådespelerska.

## Utmärkelser
Ninchi vann Nastro d'argentos pris för bästa kvinnliga biroll 1947 för Leva i fred.

## Roller i urval
- 1947 – Angelina
- 1947 – Leva i fred
- 1949 – Farlig hamn
- 1950 – En söndag i augusti
- 1950 – Guardie e ladri
- 1951 – La famiglia Passaguai
- 1951 – Teresa
- 1954 – L'air de Paris
- 1959 – Nunnan
- 1960 – Het sol
- 1970 – Den första kärleken
- 1974 – Lacombe Lucien